# 北京应用物理与计算数学研究所
北京应用物理与计算数学研究所是中华人民共和国的一家应用物理与计算数学研究机构，位于北京市，隶属于中国工程物理研究院。1958年成立。